# 廖國文
廖 國文（りょう こくぶん、英: Liu Kwok Man、1978年7月1日 - ）は香港出身のサッカー審判員である。

## 概要
中国語、英語を話す事が出来る。FIFAの国際審判員には2008年に登録され、国際主審として活動している。AFCチャンピオンズリーグや2014 FIFAワールドカップ・アジア予選などで主審を務めている。

## 担当した主な国際大会
- 2014 FIFAワールドカップ・アジア予選
  - 1次予選： ミャンマー vs  モンゴル
  - 2次予選： フィリピン vs  クウェート
  - 3次予選グループD： サウジアラビア vs  タイ
- AFCチャンピオンズリーグ2012
  - グループE：アデレード・ユナイテッド vs ブニョドコル
  - グループG：セントラルコースト・マリナーズ vs 名古屋グランパス、名古屋グランパス vs 天津泰達
  - 準々決勝：セパハン vs アル・アハリ